# 默文·芬利
默文·芬利（英語：Mervyn Finlay，1925年6月17日—2014年7月2日），澳大利亚男子赛艇运动员。他曾代表澳大利亚参加1952年夏季奥林匹克运动会赛艇比赛，获得男子八人单桨有舵手铜牌。